# 2073
Cette page concerne l'année 2073  du calendrier grégorien.
L'année 2073 est une année commune qui commence un dimanche.
C'est la 2073e année de notre ère, la 73e année du IIIe millénaire et du XXIe siècle et la 4e année de la décennie 2070-2079.

## Autres calendriers
L'année 2073 du calendrier grégorien correspond aux dates suivantes :
- Calendrier berbère : 3022 / 3023
- Calendrier hébraïque : 5833 / 5834 (le 1er tishri 5834 a lieu le 2 octobre 2073[1])
- Calendrier indien : 1994 / 1995 (le 1er chaitra 1995 a lieu le 22 mars 2073[1])
- Calendrier musulman : 1495 / 1496 / 1497 (le 1er mouharram 1496 a lieu le 10 janvier 2073, le 1er mouharram 1497 le 31 décembre 2073 [1])
- Calendrier persan : 1451 / 1452 (le 1er farvardin 1452 a lieu le 20 mars 2073[1])
  - Jours juliens : 2 478 208,5 à 2 478 573,5[2],[1]

## Évènements prévisibles
- 7 février : Éclipse solaire partielle (en)
- 3 aout : Éclipse solaire totale (en)